# باغدان یگانیان
باغدان چالیک یگانیان (ارمنی: Բաղդան Եգանյան زاده ۱۳۰۰ در تبریز - درگذشته ۲۷ بهمن ۱۳۷۵) تهیه‌کننده فیلم و سینمادار ارمنی‌تبار اهل ایران بود.

## زندگی‌نامه
دوران کودکی و نوجوانی را در بندر انزلی گذراند. پس از پایان تحصیلات، به تهران آمد و فعالیتش را به عنوان کارگر فنی در سینماها آغاز کرد. در سینماهای هما، سپیده (دیانای سابق)، کریستال و چند سینمای دیگر به‌طور مستمر فعال بود. وی سپس به گرگان رفت و مدتی بعد پس از بازگشت مجدد به تهران نخستین سینمای شخصی اش را به نام «پیوند» تأسیس کرد.

## فیلم‌شناسی
- بازگشت (۱۳۳۲)
- گلنسا (۱۳۳۲)